# Comisión Ejecutiva de Filipinas
La Comisión Ejecutiva de Filipinas fue un gobierno provisional creado para gobernar el archipiélago filipino durante la Segunda Guerra Mundial. Se estableció con la aprobación de las fuerzas imperiales japonesas ocupantes como un cuerpo de gobierno interino antes del establecimiento de la Segunda República Filipina patrocinada por Japón y nominalmente independiente.

## Historia

### Establecimiento
La Comisión Ejecutiva de Filipinas (PEC, siglas en inglés) se estableció el 3 de enero de 1942 con Jorge B. Vargas como su primer presidente. Reflejó en gran medida la Administración de Emergencias Civiles nombrada anteriormente por el presidente Manuel L. Quezón para administrar el estado de ciudad abierta de Manila y compuesta por los mismos oficiales que componían el último PEC. El PEC fue creado como el gobierno provisional de transición provisional de la ciudad de Gran Manila y, finalmente, de toda Filipinas durante la ocupación japonesa del país durante la Segunda Guerra Mundial.
La PEC abolió formalmente todos los partidos políticos el 8 de diciembre de 1942, en virtud de la Proclamación No. 109 que creaba la Kapisanan sa Paglilingkod sa Bagong Pilipinas (Organización al Servicio de las Nuevas Filipinas) o más conocida como KALIBAPI.
El KALIBAPI se estableció para tener como objetivo la educación mental, la regeneración moral, el fortalecimiento físico y la rehabilitación económica de Filipinas bajo la dirección de la Administración Militar Japonesa. Se le encomendó fomentar una fuerte cooperación con los japoneses como parte de la Orden Gran Asia Oriental que promueve el levantamiento de la "gran raza oriental". El KALIBAPI fue designado como un brazo derecho fuerte de las fuerzas de ocupación japonesas de Filipinas.
Si bien la PEC estaba formada por muchos exmiembros de la  Mancomunidad, el presidente Quezón y el vicepresidente Osmeña de la mancomunidad se vieron obligados a huir del país.

### Control económico
Además de la reasignación de los recursos alimentarios, el gobierno militar japonés mantuvo un estricto control económico sobre la República de Filipinas controlando el precio de los bienes y servicios y tomando el control de los activos privados. La cooperación con el gobierno de ocupación por parte de las autoridades filipinas era común. Las empresas que estaban aliadas con el gobierno imperial ayudaron a los japoneses adquiriendo industrias clave en la economía filipina. El gobierno japonés también ejerció su poder sobre el Banco Nacional de Filipinas para controlar la economía filipina y contribuir al esfuerzo de guerra.
El rápido declive de la economía filipina durante la ocupación japonesa contribuyó a los sentimientos anti-Japón de la posguerra. A medida que el gobierno ocupante trató de mantener su control sobre la República de Filipinas, la actitud del público hacia el gobierno se volvió cada vez más tensa, y el gobierno japonés recurrió a un tratamiento aún más duro de sus súbditos.

### Hacia una independencia patrocinada por Japón

#### Enmarcando una Constitución

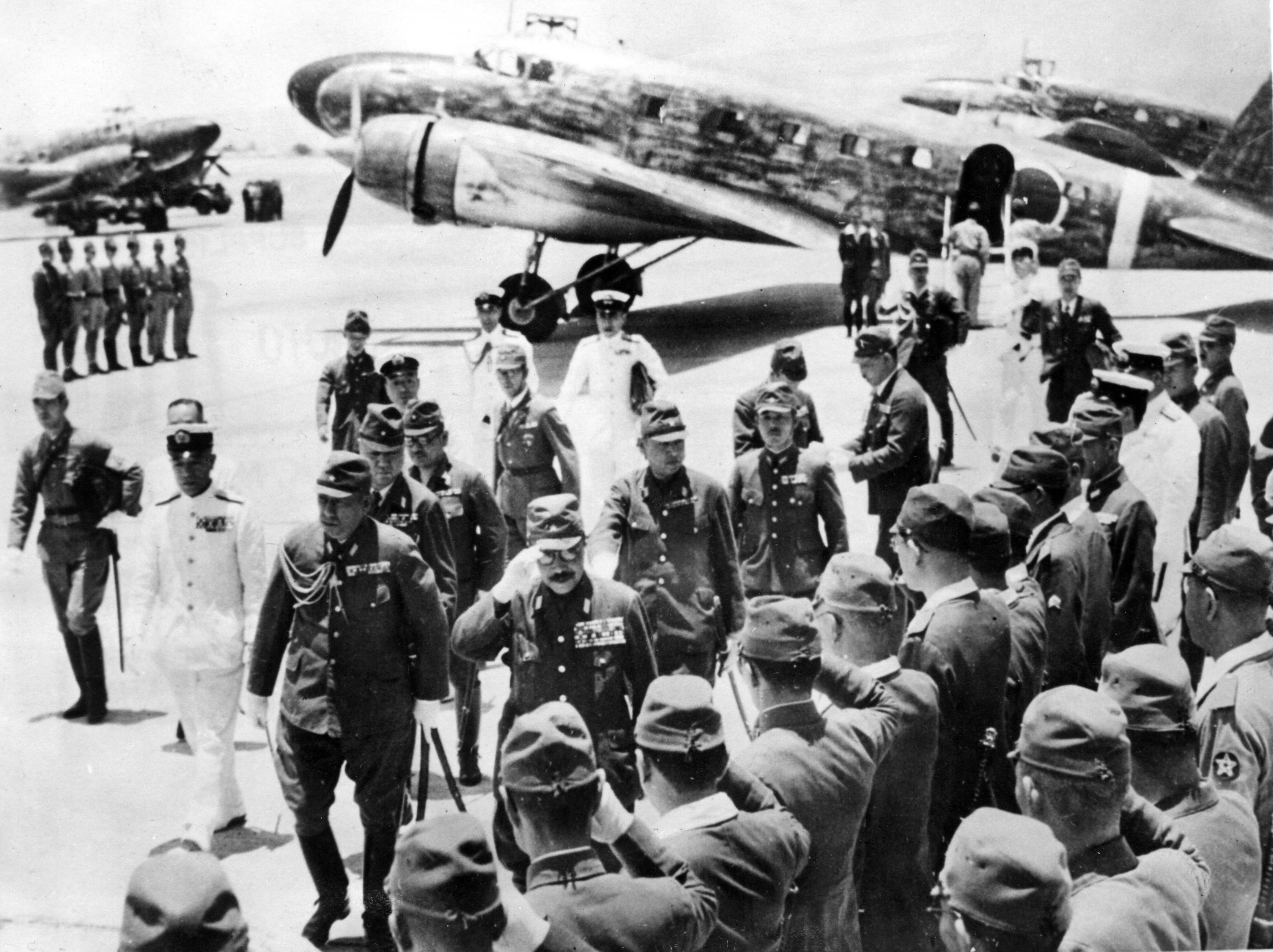
El primer ministro japonés Hideki Tōjō aterrizó en Nichols Field, un aeródromo al sur de Manila, para realizar una visita de estado a Filipinas.

El 6 de mayo de 1943, el primer ministro japonés Hideki Tōjō, durante una visita a Filipinas, se comprometió a establecer la República de Filipinas. Este compromiso de Tojo llevó a KALIBAPI a convocar una convención el 19 de junio de 1943, y veinte de sus miembros fueron elegidos para formar la Comisión Preparatoria para la Independencia. La comisión encargada de redactar una constitución para la República de Filipinas y el presidente electo fue José P. Laurel.
La Comisión Preparatoria presentó su proyecto de Constitución el 4 de septiembre de 1943 y tres días después, la asamblea general de KALIBAPI ratificó el proyecto de Constitución.

#### Legislatura nacional
Para el 20 de septiembre de 1943, los grupos representativos de KALIBAPI en las provincias y ciudades del país eligieron entre ellos cincuenta y cuatro (54) miembros de la Asamblea Nacional de Filipinas, la legislatura del país, con cincuenta y cuatro (54) gobernadores y alcaldes de la ciudad como ex  miembros del oficio.
Tres días después del establecimiento de la Asamblea Nacional, su sesión inaugural se llevó a cabo en el Edificio Legislativo de antes de la guerra y eligió a Benigno Aquino I como su primer Portavoz y a José P. Laurel como Presidente de la Nueva República Filipina.

#### Declaración de la Segunda República Filipina
El establecimiento patrocinado por los japoneses de la República de Filipinas fue proclamado el 14 de octubre de 1943, y José P. Laurel tomó posesión como presidente.
El mismo día se firmó un Pacto de Alianza entre la nueva República de Filipinas y el gobierno japonés que fue ratificado dos días después por la Asamblea Nacional.
La República de Filipinas fue inmediatamente reconocida por Japón, y en los días siguientes por Alemania, Tailandia, Manchukuo, Birmania, Croacia e Italia, mientras que la neutral España envió sus "saludos".
La primera ley que aprobaron la Asamblea Nacional y la administración Laurel fue la creación, el 3 de diciembre de 1943, de la Oficina de Administración de Alimentos que agrupaba bajo su paraguas a todas las agencias de control de alimentos existentes. La nueva administración que se creó a partir del establecimiento de una Comisión Ejecutiva de Filipinas patrocinada por Japón apenas manejaba la escasez de alimentos que afectaba a todo el país, asignando alimentos básicos que dejaron disponibles los militares japoneses que priorizaron la asignación a favor de mantener sus esfuerzos de guerra.